# 樋口州男
樋口 州男（ひぐち くにお、1945年 - ）は、日本の歴史学者。専修大学非常勤講師、拓殖大学非常勤講師。日本中世の武士などを研究する。

## 来歴
山口県生まれ。1976年早稲田大学大学院文学研究科博士課程単位取得。同年より2004年まで忍岡高校・墨田川高校・台東商業高校教諭。2006年7月、博士論文「日本中世の伝承世界」で博士（文学、早稲田大学）を授与。

## 著書
- 『日本中世の伝承世界』（校倉書房） 2005
- 『武者の世の生と死』（新人物往来社） 2008

### 共編書
- 『東京都の不思議事典』（加藤貴, 早崎博之, 谷口栄, 松井吉昭, 堀井弘一郎, 林精一共編、新人物往来社） 1997
- 『西行のすべて』（佐藤和彦共編、新人物往来社） 1999、のち改題『西行 花と旅の生涯』（新人物文庫）
- 『北条時宗のすべて』（佐藤和彦共編、新人物往来社） 2000
- 『東アジア交流史事典』（鈴木哲雄, 増田正弘, 小市和雄共編、新人物往来社） 2000
- 『後醍醐天皇のすべて』（佐藤和彦共編、新人物往来社） 2004
- 『日本中世内乱史人名事典』（佐藤和彦, 錦昭江, 松井吉昭, 櫻井彦, 鈴木彰共編、新人物往来社） 2007
- 『足利尊氏のすべて』（櫻井彦, 錦昭江共編、新人物往来社） 2008
- 『木曾義仲のすべて』（鈴木彰, 松井吉昭共編、新人物往来社） 2008
- 『後鳥羽院のすべて』（鈴木彰共編、新人物往来社） 2009
- 『東京の道事典』（吉田之彦, 渡辺晋, 武井弘一共編、東京堂出版） 2009
- 『検証・日本史の舞台』（戸川点, 小野一之共編、東京堂出版） 2010
- 『書き換えられる日本史 再検証 史料が語る新事実』（村岡薫, 戸川点, 野口華世, 武井弘一, 藤木正史共編著、小径社） 2011
- 『新説日本史 大人のための教科書 どこから読んでも面白いほどよくわかる!』（編著、日本文芸社） 2011
- 『図説平清盛』（鈴木彰, 錦昭江, 野口華世共著、河出書房新社、ふくろうの本） 2011
- 『新編史料でたどる日本史事典』（木村茂光共編、東京堂出版） 2012
- 『東京都謎解き散歩』（編著、新人物文庫） 2012
- 『日本史100話 史料が語るエピソード』（編著、小径社） 2013

## 出演番組
- NHK高校講座日本史 第10回～第15回（NHK） 2010年6月22日～7月27日

## 参考
- [ISBN 978-4-404-04255-2]